# Montbrun-les-Bains
Montbrun-les-Bains är en kommun i departementet Drôme i regionen Auvergne-Rhône-Alpes i sydöstra Frankrike. Kommunen ligger i kantonen Séderon som tillhör arrondissementet Nyons. År 2022 hade Montbrun-les-Bains 444 invånare.

## Befolkningsutveckling
Antalet invånare i kommunen Montbrun-les-Bains
Referens:INSEE

## Galleri

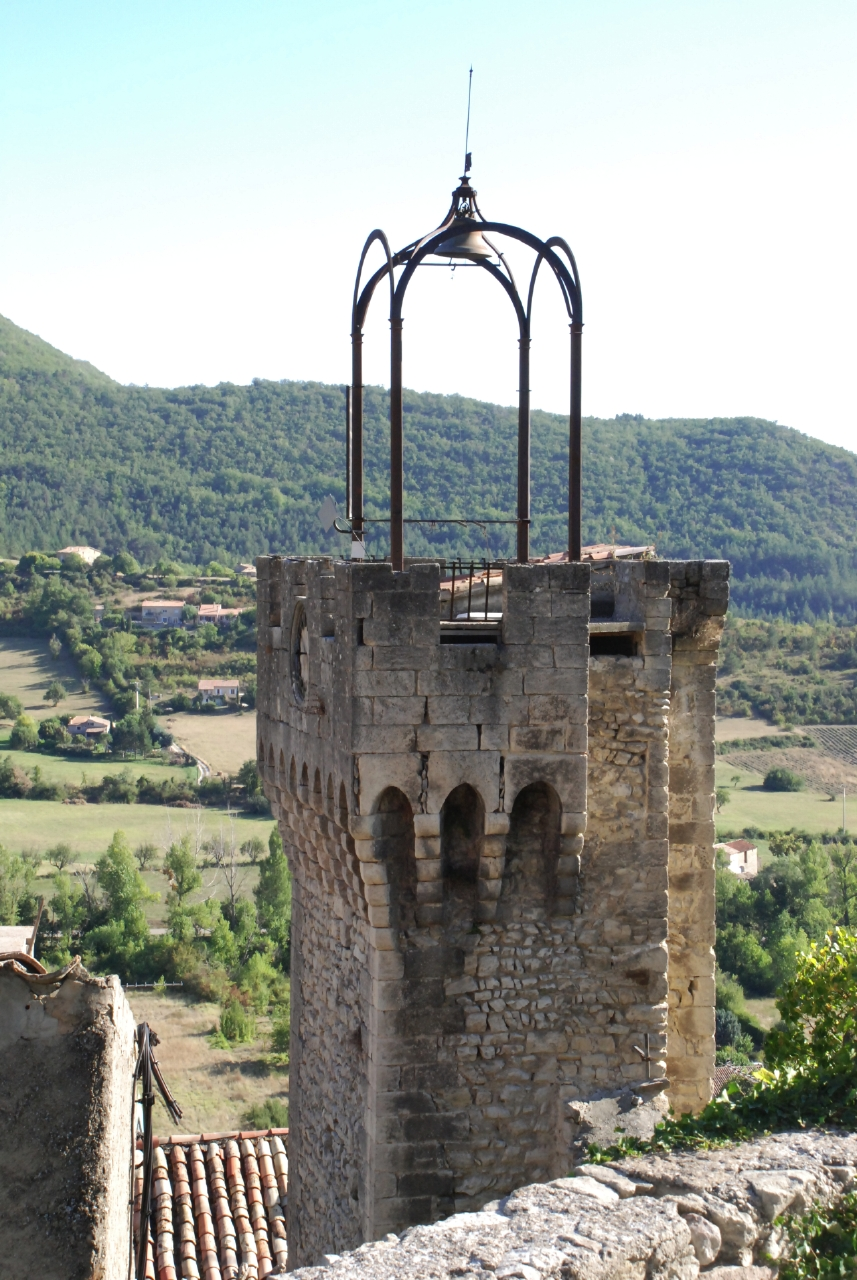
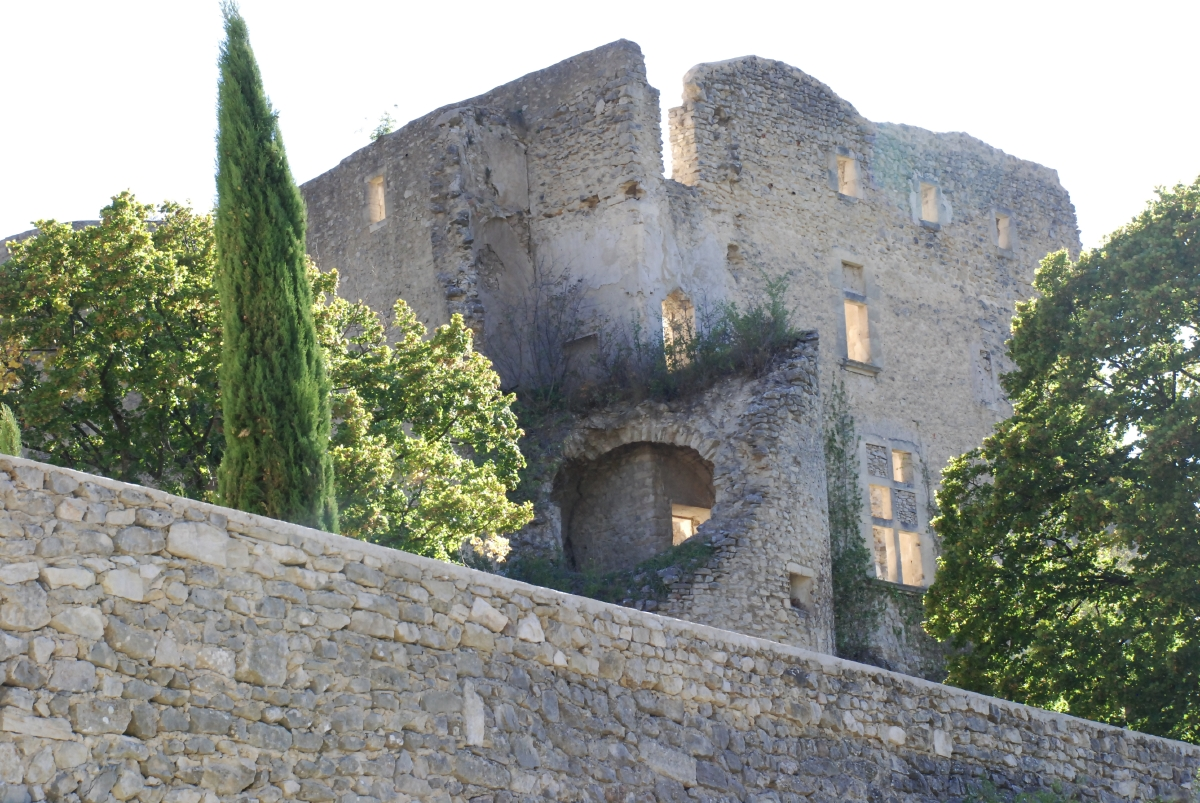
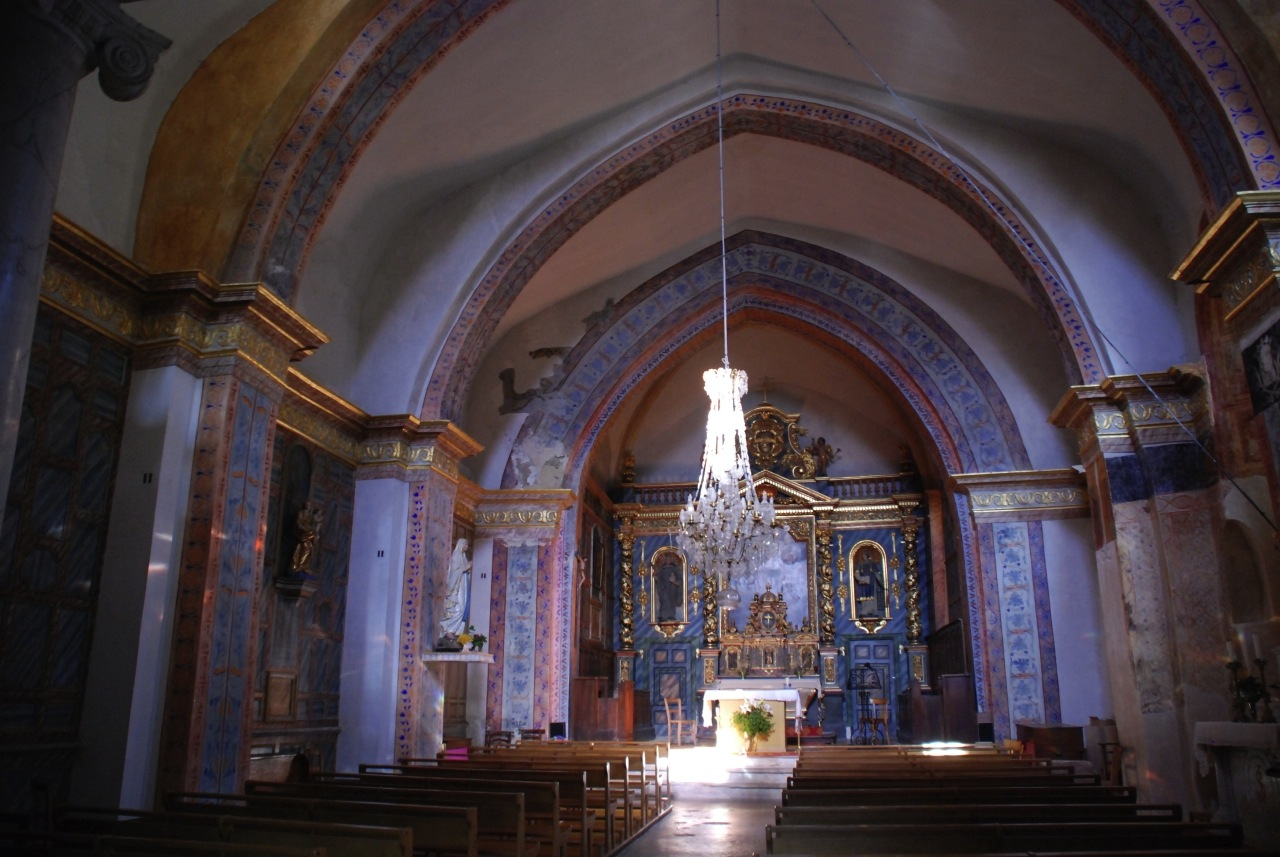